# Afghanistan ai Giochi della XIV Olimpiade
L'Afghanistan partecipò ai Giochi della XIV Olimpiade svoltisi a Londra, dal 20 luglio al 14 agosto 1948,  
con una delegazione di 25 atleti impegnati in 2 discipline,
senza aggiudicarsi medaglie.

## Risultati

### Calcio
| Atleta | Classifica |                        |
| --- | --- | ---------------------- |
| V · D · M Nazionale afghana · Calcio ai Giochi Olimpici Estivi 1948 P Abdul Ghafoor Assar · D Gharzai · D A. G. Yusufzai · C A. S. Azimi · C Barakzai · C A. A. Kharot · A Afzal · A Abdul Ghani Assar · A M. M. Azimi · A Etemadi · A M. A. Kharot · A Mohammadzai · A Sadat · A Tajik · A Tokhi · A M. S. Yusufzai · CT : sconosciuto | 17° |                        |
| Nazionale afghana · Calcio ai Giochi Olimpici Estivi 1948 | |                        |
| P Abdul Ghafoor Assar · D Gharzai · D A. G. Yusufzai · C A. S. Azimi · C Barakzai · C A. A. Kharot · A Afzal · A Abdul Ghani Assar · A M. M. Azimi · A Etemadi · A M. A. Kharot · A Mohammadzai · A Sadat · A Tajik · A Tokhi · A M. S. Yusufzai · CT: sconosciuto                                                                      | P Abdul Ghafoor Assar · D Gharzai · D A. G. Yusufzai · C A. S. Azimi · C Barakzai · C A. A. Kharot · A Afzal · A Abdul Ghani Assar · A M. M. Azimi · A Etemadi · A M. A. Kharot · A Mohammadzai · A Sadat · A Tajik · A Tokhi · A M. S. Yusufzai · CT: sconosciuto | Afghanistan (bandiera) |